# Río Matibamba
Der Río Matibamba, im Oberlauf Quebrada Huaritanga und Río Huari, im Mittellauf Río Acobamba, ist ein etwa 44 km langer rechter Nebenfluss des Río Pariahuanca in der Provinz Tayacaja der zentralperuanischen Region Huancavelica. 

## Flusslauf
Der Río Matibamba entspringt in einer Bergregion südlich der Cordillera Huaytapallana auf einer Höhe von etwa 4530 m im äußersten Westen des Distrikts San Marcos de Rocchac. Er durchquert auf seiner gesamten Länge in überwiegend östlicher Richtung den Distrikt. Dabei passiert er die Ortschaften Huari, Trancapampa, Acobamba und Matibamba. Er mündet schließlich auf einer Höhe von etwa 1500 m in den Río Pariahuanca, ein Nebenfluss des Río Mantaro.

## Einzugsgebiet
Der Río Matibamba entwässert ein Areal von etwa 330 km². Dieses ist größtenteils deckungsgleich mit dem Distrikt San Marcos de Rocchac. Das Einzugsgebiet grenzt im Osten an das des abstrom gelegenen Río Pariahuanca, im Süden an das des Río Huanchuy, im Westen an das des Oberlaufs des Río Mantaro sowie im Norden an das der Quebrada Pomachaca, ein Nebenfluss des Río Pariahuanca.